# Nhiễm nấm âm đạo
Nhiễm nấm âm đạo, là sự phát triển quá nhiều của nấm men trong âm đạo đến mức gây kích thích. Các triệu chứng phổ biến nhất là ngứa âm đạo, có thể đến mức nghiêm trọng. Các triệu chứng khác bao gồm đau rát khi đi tiểu, khí hư trắng và dày, thường không có mùi, đau khi quan hệ tình dục và đỏ tấy xung quanh âm đạo. Triệu chứng thường trở nên xấu đi trước kỳ kinh nguyệt của phụ nữ.
Nhiễm nấm âm đạo là do sự phát triển quá nhiều của nấm Candida. Nấm men này thường xuất hiện trong âm đạo với số lượng nhỏ. Bệnh này không được phân loại như một bệnh truyền nhiễm qua đường tình dục, tuy nhiên, nó có thể xảy ra thường xuyên hơn đối với những phụ nữ thường xuyên hoạt động tình dục. Các yếu tố rủi ro bao gồm việc dùng thuốc kháng sinh, mang thai, bệnh tiểu đường, và HIV/AIDS. Chế độ ăn đường đơn cũng có thể gây nấm. Quần áo chật, loại đồ lót, vệ sinh cá nhân có vẻ không phải là các yếu tố gây bệnh. Chẩn đoán bệnh này bằng cách kiểm tra chất nhầy âm đạo. Do các triệu chứng của bệnh này tương tự như triệu chứng của các bệnh lây truyền qua đường tình dục, chlamydia và lậu, nên cần thực hiện các kiểm tra kỹ hơn nếu có thể.
Mặc dù thiếu bằng chứng, việc mặc đồ lót bông và quần áo rộng thường được đề nghị như một biện pháp phòng ngừa bệnh. Bác sĩ khuyến cáo nên tránh thụt rửa âm đạo và nên sử dụng sản phẩm vệ sinh có mùi thơm. Điều trị bệnh này sử dụng thuốc chống nấm. Có thể dùng thuốc dạng kem chẳng hạn như clotrimazole hoặc uống thuốc như fluconazole. Các nhà khoa học chưa nghiên cứu được khả năng của probiotic chống nhiễm trùng cho bệnh này.
Khoảng 75% phụ nữ có ít nhất một lần trong đời nhiễm nấm âm đạo trong khi gần 50% có ít nhất hai lần. Khoảng 5% phụ nữ có nhiều hơn ba lần nhiễm nấm trong một năm. Nó là nguyên nhân phổ biến thứ hai của viêm âm đạo, chỉ sau nhiễm khuẩn âm đạo.

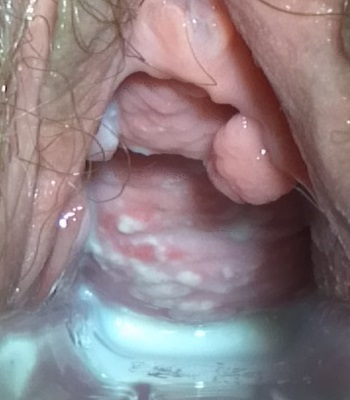
Speculum exam in candidal vulvovaginitis, showing thick, curd-like plaque on the anterior vaginal wall. A slightly erythematous base is visible close to the center of the image, where some of the plaque was scraped off.

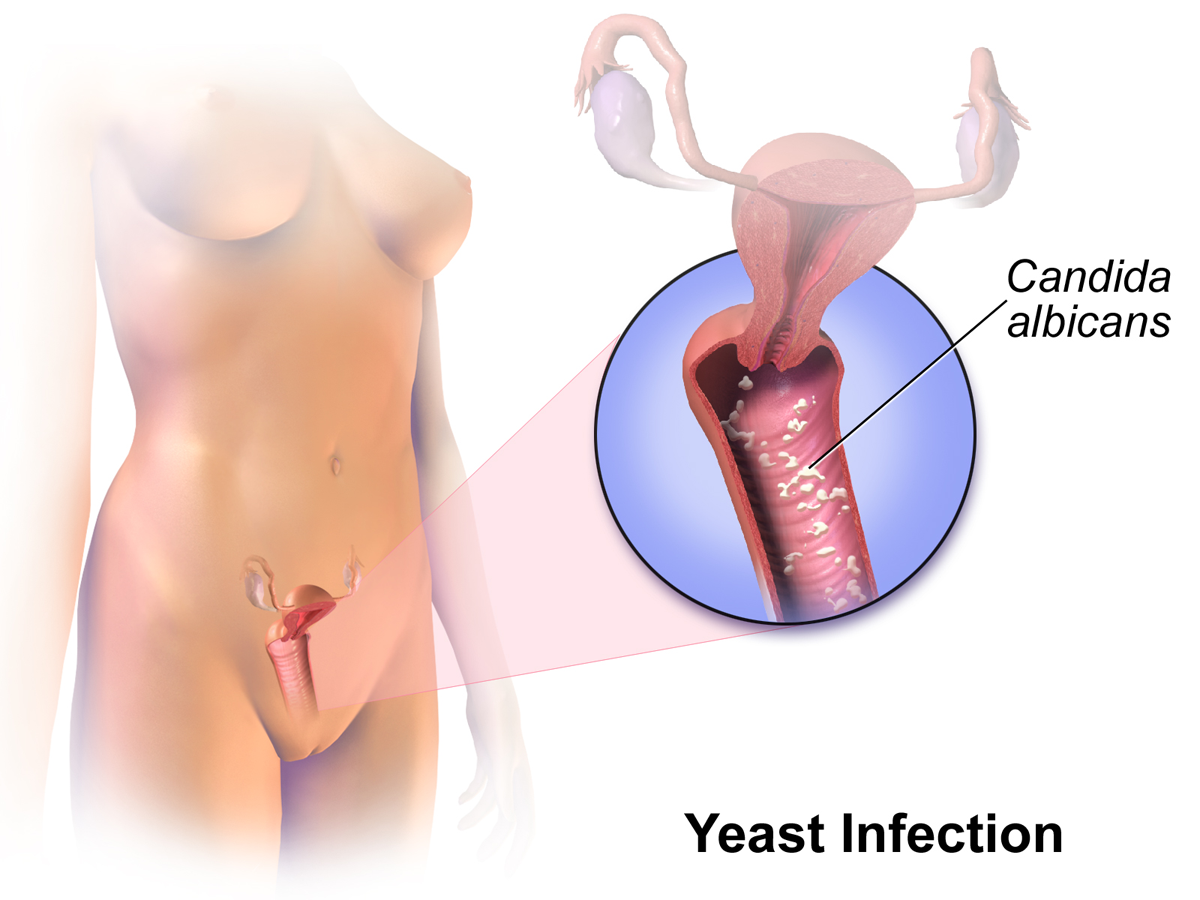
Nhiễm nấm âm đạo.